# Rio Poxim
O rio Poxim é um rio brasileiro que banha o estado de Sergipe, abrangendo parte dos municípios de Aracaju, Areia Branca, Laranjeiras, Itaporanga, Nossa Senhora do Socorro e São Cristóvão. Formado principalmente pelos Rios Poxim-Açu, Poxim-Mirim, Poxim e Pitanga, o Rio Poxim apresenta um formato alongado no sentido oeste-leste, limitando-se ao sul com a bacia hidrográfica do Rio Vaza-Barris e, ao norte, com o Rio Sergipe. As suas principais nascentes se localiza à oeste, na Serra dos Cajueiros e sua foz à leste, no Complexo estuarino, próximo ao Oceano Atlântico.
É um dos principais afluentes da margem direita do Rio Sergipe.
Na sua foz separa o Bairro 13 de Julho da Coroa do Meio na cidade de Aracaju.